# Kokkai

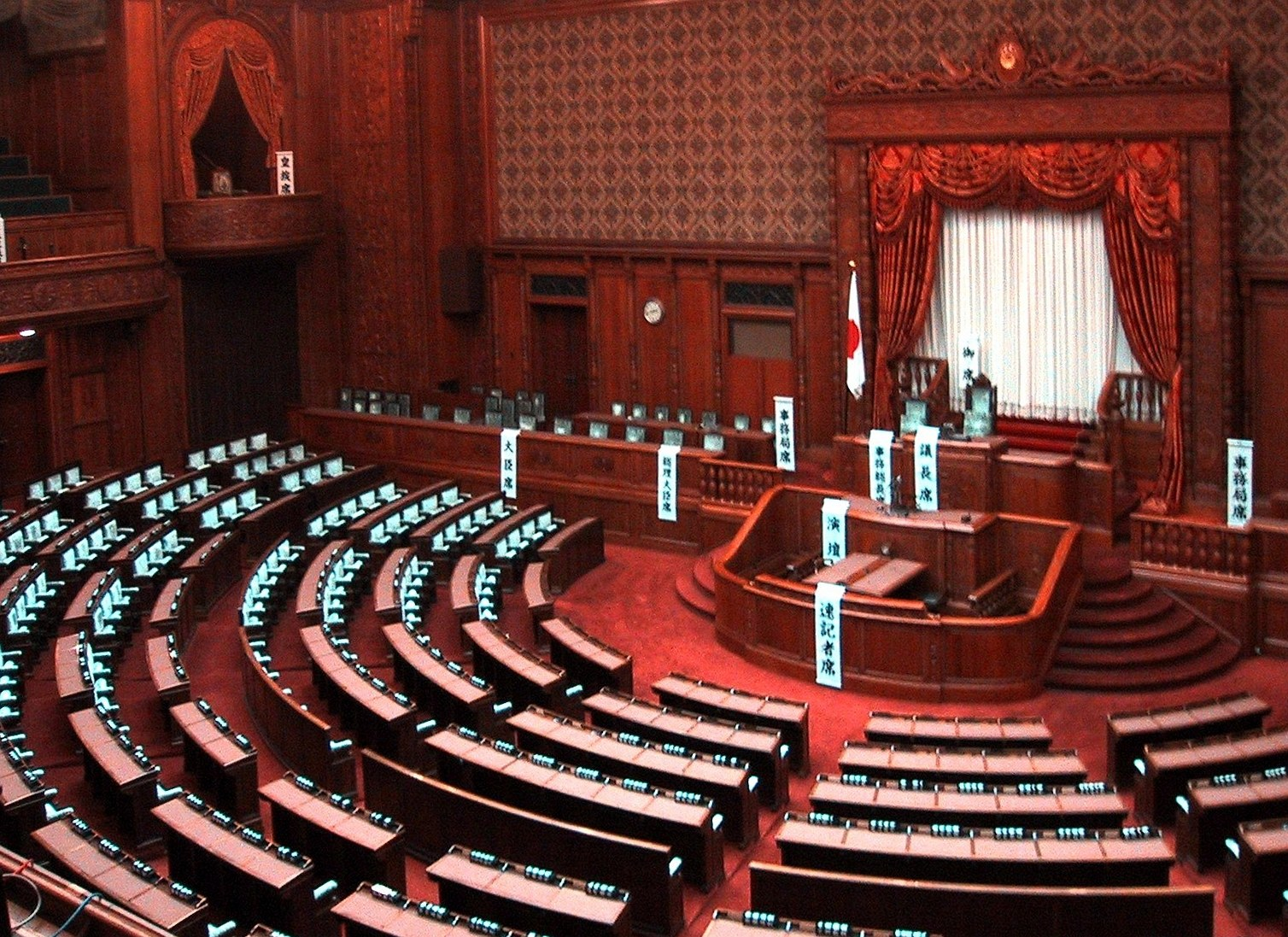
Plenarsaal des Oberhauses

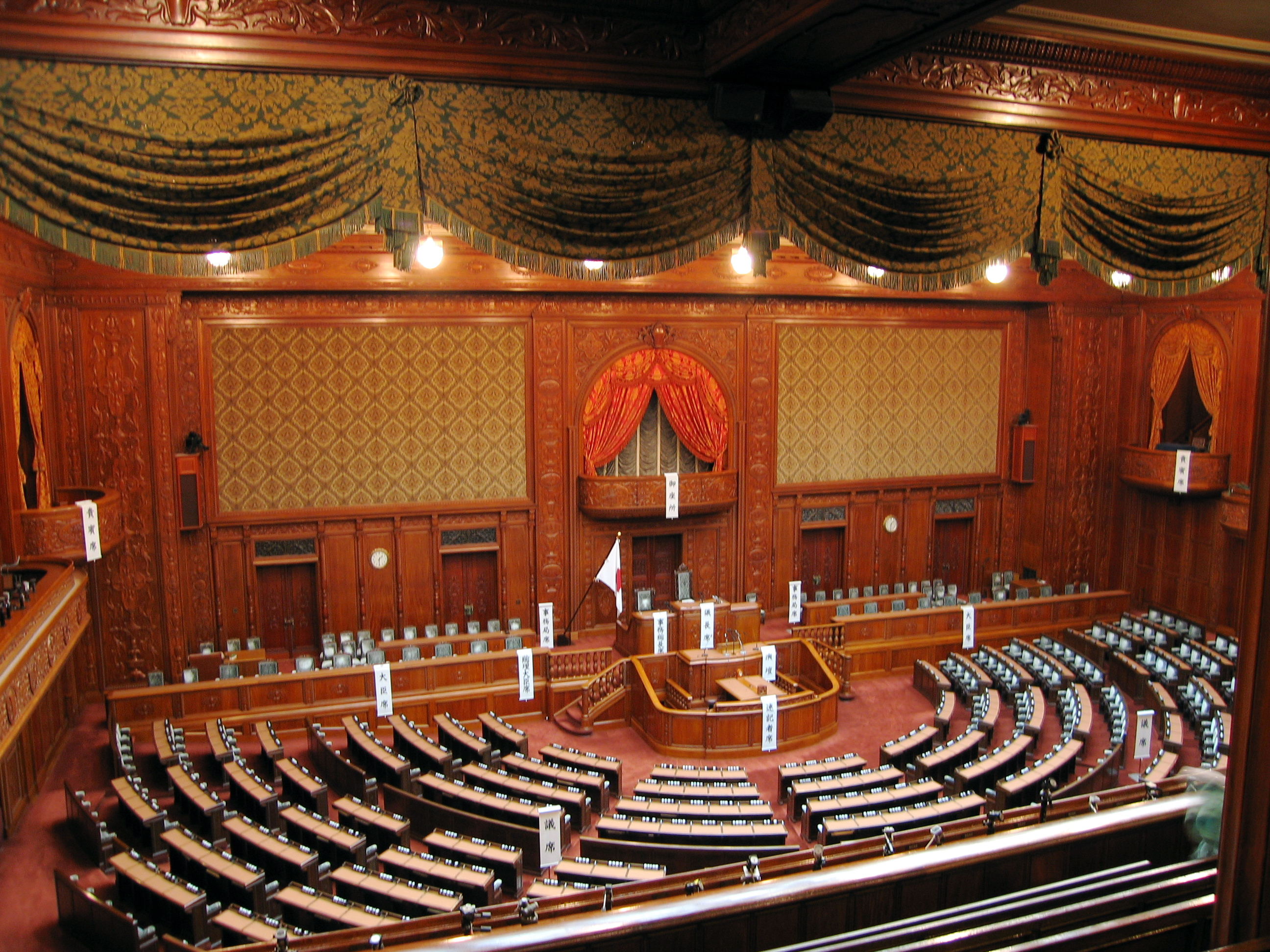
Plenarsaal des Unterhauses

Kokkai (jap. 国会 ‚Parlament‘, ‚Nationalversammlung‘, engl. National Diet, ‚Nationaltag‘) ist das aus zwei Kammern bestehende japanische Parlament. Das nationale Parlamentsgebäude (国会議事堂 Kokkai-gijidō) steht in Nagatachō, Chiyoda, Tokio. Nach der Verfassung von 1947 ist das Parlament „höchstes Organ der Staatsgewalt“ und im Unterschied zum Vorgänger, dem Reichstag (teikoku gikai; engl. Imperial Diet), alleiniger Gesetzgeber. Umgangssprachlich bezeichnet Kokkai oft das Parlament in Kontinuität seit 1890.

## Zusammensetzung und Aufgaben
Das Parlament besteht aus zwei gewählten Häusern:
- Das Shūgiin (Abgeordneten- oder Repräsentantenhaus) ist das Unterhaus und hat 465 Mitglieder, gewählt für eine im bisher seltenen Maximalfall vierjährige Amtsperiode.
- Das Sangiin (Rätehaus) ist das Oberhaus und hat 248 Mitglieder, deren Amtszeit sechs Jahre läuft. Alle drei Jahre wird die Hälfte der Abgeordneten neu gewählt.

Der Premierminister muss ein Mitglied des Kokkai sein und ist oft der Führer der größten Partei im Shūgiin. Allerdings wurden manche Premierminister an der Spitze von Minderheitsregierungen oder aus kleinen Partnern einer Regierungskoalition gewählt. Auch die meisten übrigen Mitglieder des Kabinetts müssen nach der Verfassung Abgeordnete sein. Der Premierminister kann dem Tennō jederzeit auftragen, das Shūgiin aufzulösen und vorzeitige Neuwahlen zu veranlassen. Von diesem Recht haben die Premierminister der Nachkriegszeit mit einer Ausnahme (1976) immer Gebrauch gemacht, viermal führten Misstrauensvoten zu vorzeitigen Neuwahlen. Das Sangiin oder das Parlament als solches können nicht aufgelöst werden.
Im Gesetzgebungsverfahren gilt prinzipiell, dass beide Kammern einem Gesetzentwurf zustimmen müssen, allerdings kann das Shūgiin das Sangiin in einigen wichtigen Fragen überstimmen.

### Beziehungen zwischen beiden Kammern
Fassen die beiden Kammern verschiedene Beschlüsse über einen Gesetzentwurf, die Wahl des Premierministers, die Ratifizierung eines internationalen Vertrages, den Haushalt oder einen Verfassungsänderungsvorschlag, so kann (bzw. abhängig vom Gegenstand: muss) ein paritätisch besetzter Vermittlungsausschuss (両院協議会, ryōin kyōgikai) einberufen werden, der versuchen kann, einen Kompromiss zu erarbeiten.
Anders als bei den weitgehend gleichberechtigten beiden Kammern des Reichstags hat das Shūgiin unter der Nachkriegsverfassung aber in wichtigen Fragen ein Übergewicht und kann das Sangiin überstimmen: bei der Wahl des Premierministers, der Ratifizierung von internationalen Verträgen und beim Haushalt automatisch mit einfacher Mehrheit, bei sonstiger Gesetzgebung (einschließlich wichtiger haushaltsbezogener Gesetze) gegebenenfalls durch erneute Abstimmung mit Zweidrittelmehrheit. Von der Zustimmung des Parlaments abhängige Personalnominierungen der Regierung (z. B. Zentralbankgouverneur, Mitglieder der Öffentlichen Sicherheitskommission) und Verfassungsänderungsvorschläge (im Falle der Annahme durch Zweidrittelmehrheiten in beiden Kammern folgt Referendum nach Artikel 96 der Verfassung) bedürfen in jedem Fall der Zustimmung beider Kammern.
Während der LDP-Dominanz der 1950er bis 1980er Jahre kontrollierte die Regierungspartei in der Regel beide Kammern – wenn auch numerisch zeitweise nur mit Hilfe von parteilosen Abgeordneten und ab 1983 erstmals eines Koalitionspartners. Eine klare Oppositionsmehrheit im Oberhaus gegen sich hatte die Regierung zum ersten Mal nach der Sangiin-Wahl 1989. Die Situation, dass die beiden Kammern von verschiedenen Mehrheiten kontrolliert werden bezeichnet man als nejire Kokkai („verdrehtes Parlament“). Dazu kam es seither wiederholt, zuletzt zwischen 2010 und 2013.

## Sitzungsperioden
Die jährliche reguläre Sitzungsperiode des Kokkai (常会, jōkai, oft 通常国会, tsūjō kokkai, „reguläres Parlament“) beginnt seit den 1990er Jahren im Januar und beträgt regulär 150 Tage, kann aber einmalig verlängert werden. In der Sommerpause und im Herbst können vom Kabinett oder einem Viertel der Abgeordneten außerordentliche Sitzungen (臨時会, rinjikai, oft auch rinji Kokkai, „außerordentliches Parlament“) einberufen werden, deren Länge zwischen beiden Kammern beschlossen wird und die zweimal verlängert werden können. Nach Sangiin-Wahlen oder nach Shūgiin-Wahlen nach einer vollen vierjährigen Amtszeit (bisher nur 1976) kommen ebenfalls außerordentliche Sitzungen zusammen. Nach Auflösung und Neuwahlen des Shūgiin tritt eine Sondersitzung (特別会, tokubetsukai, oft auch tokubetsu Kokkai, „Sonderparlament“) zusammen, zu deren Beginn in der Regel Präsident und Vizepräsident des Shūgiin und Premierminister gewählt werden. Auch diese kann zweimal verlängert werden. Ist das Shūgiin aufgelöst, kann das Kokkai nicht einberufen werden; in dringenden Fällen kann das Kabinett eine Dringlichkeitssitzung (緊急集会, kinkyū shūkai) des Sangiin einberufen, um wichtige Beschlüsse zu fassen. Das geschah bisher zweimal: 1952, um Mitglieder der Zentralen Wahlaufsichtskommission zu bestimmen und 1953, um einen provisorischen Haushalt und einige Gesetzentwürfe zu beschließen. Von einer derartigen Dringlichkeitssitzung des Sangiin gefasste Beschlüsse müssen vom Shūgiin bestätigt werden, sobald das gesamte Parlament wieder zusammenkommt, andernfalls werden sie unwirksam.

### Liste (nur 21. Jahrhundert)
Legende Sitzungsart:
- R: reguläre Sitzung
- S: Sondersitzung
- A: außerordentliche Sitzung

| Kokkai | Art | Eröffnung     | Schluss       | Länge in Tagen (ursprünglich angesetzt+Verlängerung[en]) | Besonderheiten, Anmerkungen                                                                                                 |
| ------ | --- | ------------- | ------------- | -------------------------------------------------------- | --- |
| 151.   | R   | 31. Jan. 2001 | 29. Juni 2001 | 150                                                      | Rücktritt des Kabinetts, Premierministerwahl                                                                                |
| 152.   | A   | 7. Aug. 2001  | 10. Aug. 2001 | 4                                                        | nach 19. Sangiin-Wahl |
| 153.   | A   | 27. Sep. 2001 | 7. Dez. 2001  | 72                                                       | |
| 154.   | R   | 21. Jan. 2002 | 31. Juli 2002 | 192 (150+42)                                             | |
| 155.   | A   | 18. Okt. 2002 | 13. Dez. 2002 | 57                                                       | |
| 156.   | R   | 20. Jan. 2003 | 28. Juli 2003 | 190 (150+40)                                             | |
| 157.   | A   | 26. Sep. 2003 | 10. Okt. 2003 | 15 (36)                                                  | durch Auflösung des Shūgiin beendet                                                                                         |
| 158.   | S   | 19. Nov. 2003 | 27. Nov. 2003 | 9                                                        | nach 43. Shūgiin-Wahl (impliziert PM-Wahl)                                                                                  |
| 159.   | R   | 19. Jan. 2004 | 16. Juni 2004 | 150                                                      | |
| 160.   | A   | 30. Juli 2004 | 6. Aug. 2004  | 8                                                        | nach 20. Sangiin-Wahl |
| 161.   | A   | 12. Okt. 2004 | 3. Dez. 2004  | 53                                                       | |
| 162.   | R   | 21. Jan. 2005 | 8. Aug. 2005  | 200 (150+55)                                             | sog. 郵政国会 yūsei Kokkai, „Postparlament“ mit LDP-Rebellion gegen die Postprivatisierung, durch Shūgiin-Auflösung beendet |
| 163.   | S   | 21. Sep. 2005 | 1. Nov. 2005  | 42                                                       | nach 44. Shūgiin-Wahl (→PM-Wahl)                                                                                            |
| 164.   | R   | 20. Jan. 2006 | 18. Juni 2006 | 150                                                      | |
| 165.   | A   | 26. Sep. 2006 | 19. Dez. 2006 | 85 (81+4)                                                | Rücktritt des Kabinetts, PM-Wahl                                                                                            |
| 166.   | R   | 25. Jan. 2007 | 5. Juli 2007  | 162 (150+12)                                             | |
| 167.   | A   | 7. Aug. 2007  | 10. Aug. 2007 | 4                                                        | nach 21. Sangiin-Wahl, als Ergebnis Nejire Kokkai („verdrehtes Parlament“=verschiedene Mehrheiten in den Kammern)           |
| 168.   | A   | 10. Sep. 2007 | 15. Jan. 2008 | 128 (62+66)                                              | Rücktritt des Kabinetts, PM-Wahl                                                                                            |
| 169.   | R   | 18. Jan. 2008 | 21. Juni 2008 | 156 (150+6)                                              | |
| 170.   | A   | 24. Sep. 2008 | 25. Dez. 2008 | 93 (68+25)                                               | Rücktritt des Kabinetts, PM-Wahl                                                                                            |
| 171.   | R   | 5. Jan. 2009  | 21. Juli 2009 | 198 (150+55)                                             | durch Auflösung des Shūgiin beendet                                                                                         |
| 172.   | S   | 16. Sep. 2009 | 19. Sep. 2009 | 4                                                        | nach 45. Shūgiin-Wahl (→PM-Wahl)                                                                                            |
| 173.   | A   | 26. Okt. 2009 | 4. Dez. 2009  | 40 (36+4)                                                | |
| 174.   | R   | 18. Jan. 2010 | 16. Juni 2010 | 150                                                      | DPJ-Fraktionen erreichen durch Beitritte einmalig absolute Mehrheiten in beiden Kammern, Rücktritt des Kabinetts, PM-Wahl   |
| 175.   | A   | 30. Juli 2010 | 6. Aug. 2010  | 8                                                        | nach 22. Sangiin-Wahl →nejire                                                                                               |
| 176.   | A   | 1. Okt. 2010  | 3. Dez. 2010  | 64                                                       | |
| 177.   | R   | 24. Jan. 2011 | 31. Aug. 2011 | 220 (150+70)                                             | Rücktritt des Kabinetts, PM-Wahl                                                                                            |
| 178.   | A   | 13. Sep. 2011 | 30. Sep. 2011 | 18 (4+14)                                                | |
| 179.   | A   | 20. Okt. 2011 | 9. Dez. 2011  | 51                                                       | |
| 180.   | R   | 24. Jan. 2012 | 8. Sep. 2012  | 229 (150+79)                                             | |
| 181.   | A   | 29. Okt. 2012 | 16. Nov. 2012 | 19 (33)                                                  | durch Auflösung des Shūgiin beendet                                                                                         |
| 182.   | S   | 26. Dez. 2012 | 28. Dez. 2012 | 3                                                        | nach 46. Shūgiin-Wahl (→PM-Wahl), nejire                                                                                    |
| 183.   | R   | 28. Jan. 2013 | 26. Juni 2013 | 150                                                      | |
| 184.   | A   | 2. Aug. 2013  | 7. Aug. 2013  | 6                                                        | nach 23. Sangiin-Wahl |
| 185.   | A   | 15. Okt. 2013 | 8. Dez. 2013  | 55 (53+2)                                                | |
| 186.   | R   | 24. Jan. 2014 | 22. Juni 2014 | 150                                                      | |
| 187.   | A   | 29. Sep. 2014 | 21. Nov. 2014 | 54 (63)                                                  | durch Auflösung des Shūgiin beendet                                                                                         |
| 188.   | S   | 24. Dez. 2014 | 26. Dez. 2014 | 3                                                        | nach 47. Shūgiin-Wahl (→PM-Wahl)                                                                                            |
| 189.   | R   | 26. Jan. 2015 | 27. Sep. 2015 | 245 (150+95)                                             | |
| 190.   | R   | 4. Jan. 2016  | 1. Juni 2016  | 150                                                      | sonst übliche außerordentliche Sitzung im Herbst war 2015 ausgefallen                                                       |
| 191.   | A   | 1. Aug. 2016  | 3. Aug. 2016  | 3                                                        | nach 24. Sangiin-Wahl, anschließend durch Beitritt erstmals seit 1989 absolute LDP-Mehrheiten in beiden Kammern             |
| 192.   | A   | 26. Sep. 2016 | 17. Dez. 2016 | 83 (66+17)                                               | |
| 193.   | R   | 20. Jan. 2017 | 18. Juni 2017 | 150                                                      | |
| 194.   | A   | 28. Sep. 2017 | 28. Sep. 2017 | 1                                                        | nur für die Auflösung des Shūgiin einberufen                                                                                |
| 195.   | S   | 1. Nov. 2017  | 9. Dez. 2017  | 39                                                       | nach 48. Shūgiin-Wahl (→PM-Wahl)                                                                                            |
| 196.   | R   | 22. Jan. 2018 | 22. Juli 2018 | 182 (150+32)                                             | |
| 197.   | A   | 24. Okt. 2018 | 10. Dez. 2018 | 48                                                       | |
| 198.   | R   | 28. Jan. 2019 | 26. Juni 2019 | 150                                                      | |
| 199.   | A   | 1. Aug. 2019  | 5. Aug. 2019  | 5                                                        | nach 25. Sangiin-Wahl |
| 200.   | A   | 4. Okt. 2019  | 9. Dez. 2019  | 67                                                       | |
| 201.   | R   | 20. Jan. 2020 | 17. Juni 2020 | 150                                                      | |
| 202.   | A   | 16. Sep. 2020 | 18. Sep. 2020 | 3                                                        | Rücktritt des Kabinetts, PM-Wahl                                                                                            |
| 203.   | A   | 26. Okt. 2020 | 5. Dez. 2020  | 41                                                       | |
| 204.   | R   | 18. Jan. 2021 | 16. Juni 2021 | 150                                                      | |
| 205.   | A   | 4. Okt. 2021  | 14. Okt. 2021 | 11                                                       | Rücktritt des Kabinetts, PM-Wahl, durch Auflösung des Shūgiin beendet                                                       |
| 206.   | S   | 10. Nov. 2021 | 12. Nov. 2021 | 3                                                        | nach 49. Shūgiin-Wahl (→PM-Wahl)                                                                                            |
| 207.   | A   | 6. Dez. 2021  | 21. Dez. 2021 | 16                                                       | |
| 208.   | R   | 17. Jan. 2022 | 15. Juni 2022 | 150                                                      | |
| 209.   | A   | 3. Aug. 2022  | 5. Aug. 2022  | 3                                                        | nach 26. Sangiin-Wahl |
| 210.   | A   | 3. Okt. 2022  | 10. Dez. 2022 | 69                                                       | |
| 211.   | R   | 23. Jan. 2023 | 21. Juni 2023 | 150                                                      | |
| 212.   | A   | 20. Okt. 2023 | 13. Dez. 2023 | 55                                                       | |
| 213.   | R   | 26. Jan. 2024 | 23. Juni 2024 | 150                                                      | |
| 214.   | A   | 1. Okt. 2024  | 9. Okt. 2024  | 9                                                        | Rücktritt des Kabinetts, PM-Wahl, durch Auflösung des Shūgiin beendet                                                       |
| 215.   | S   | 11. Nov. 2024 | 14. Nov. 2024 | 4                                                        | nach 50. Shūgiin-Wahl (→PM-Wahl), anschließend erste Minderheitsregierung seit den 1990er Jahren                            |
| 216.   | A   | 28. Nov. 2024 | 24. Dez. 2024 | 27 (24+3)                                                | |
| 217.   | R   | 24. Jan. 2025 |               | (150)                                                    | |

## Aktuelle Mehrheitsverhältnisse
Die Regierungskoalition aus Liberaldemokratischer Partei und Kōmeitō verlor bei der Wahl im Oktober 2024 ihre absolute Mehrheit im Shūgiin, regiert aber als Minderheitsregierung weiter, nachdem die Opposition nicht gemeinsam für einen Kandidaten bei der Premierministerwahl gestimmt hat und kleinere Oppositionsparteien zu einer Sachkooperation in der Gesetzgebung von Fall zu Fall bereit sind. Erstmals seit 1994 wurde die Premierministerwahl im Shūgiin erst in der Stichwahl entschieden. Im Sangiin hatte die Koalition bei der Wahl im Juli 2022 ihre absolute Mehrheit ausgebaut; bei der Wahl am 20. Juli 2025 stand dort die Hälfte zur Wahl, in der die Regierungsparteien schwächer aufgestellt sind.
| Aktuelle Mehrheitsverhältnisse (Stand: 11. November 2024, 215. Kokkai)                                                                                           | Aktuelle Mehrheitsverhältnisse (Stand: 11. November 2024, 215. Kokkai)                                                                                          |
| Shūgiin | Sangiin |
| --- | --- |
| Insgesamt 465 Sitze - KDP-Fraktion, Vizepräsident: 149 - Sonstige Oppositionsfraktionen, Fraktionslose: 95 - Kōmeitō-Fraktion: 24 - LDP-Fraktion, Präsident: 197 | Insgesamt 240 Sitze - KDP-Fraktion, Vizepräsident: 43 - Sonstige Oppositionsfraktionen, Fraktionslose: 56 - Kōmeitō-Fraktion: 27 - LDP-Fraktion, Präsident: 114 |

Für eine detaillierte Aufstellung, siehe die beiden Einzelartikel zu den Kammern.

## Geschichte

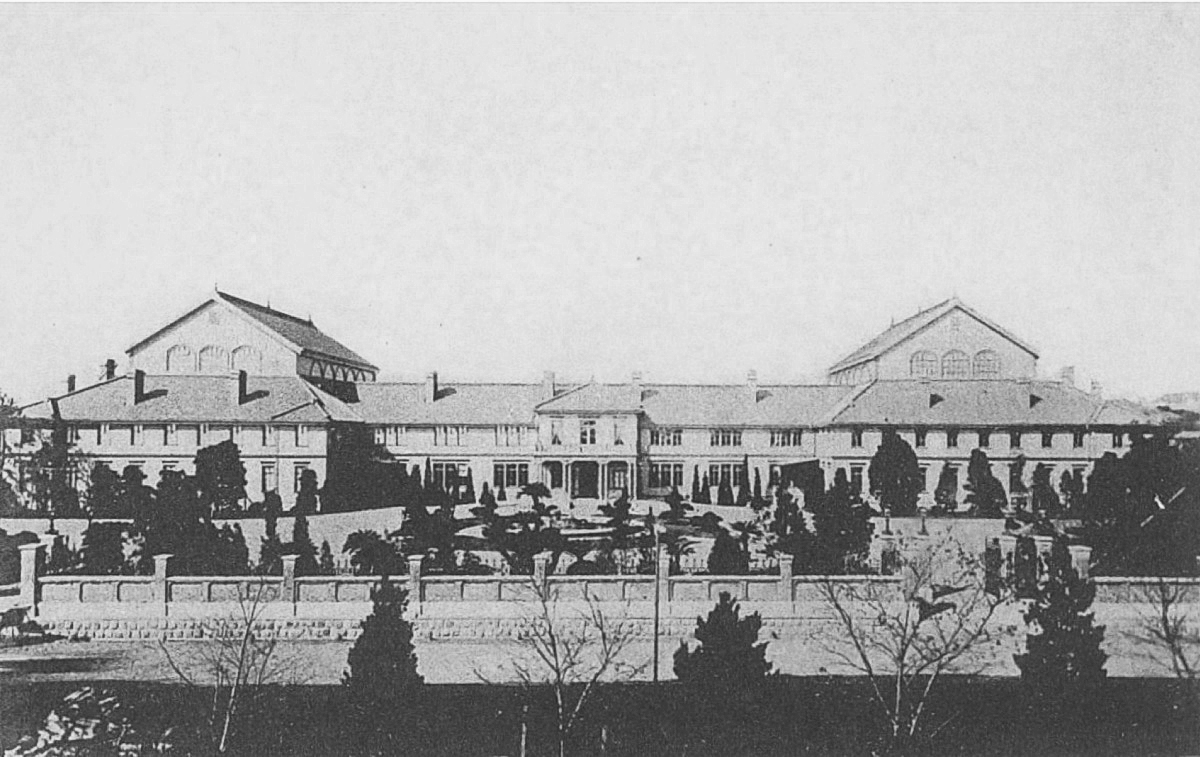
Erstes temporäres Parlamentsgebäude aus Holz

Die Bezeichnung Kokkai wurde schon im 19. Jahrhundert noch vor der Errichtung des Reichstags in den Forderungen der Bürgerrechtsbewegung nach einem gewählten Parlament gebraucht und wird außerhalb von amtlichen Zusammenhängen oft auch für den Reichstag verwendet. Mit der Meiji-Verfassung wurde der Reichstag nach Vorbildern des Preußischen Landtags und des britischen Parlaments eingerichtet und trat erstmals am 29. November 1890 zusammen. Er bildete zusammen mit dem Kaiser die Legislative und bestand neben dem Shūgiin aus dem Kizokuin, dem Herrenhaus. Die Kammern waren weitgehend gleichberechtigt, nur musste der Haushaltsentwurf der Regierung immer zuerst dem Abgeordnetenhaus zur Beratung vorgelegt werden. Mit Inkrafttreten der Nachkriegsverfassung 1947 wurde das Kizokuin durch das gewählte Sangiin ersetzt und an die Stelle des Reichstags trat das Kokkai in heutiger Form.
Das gegenwärtige Parlamentsgebäude, eröffnet 1936 als Reichstagsgebäude, ist – im Unterschied zu den drei provisorischen Vorgängerbauten aus Holz – in Stahlbeton ausgeführt.